# Trần Thận công
Trần Thận công (chữ Hán: 陳慎公; trị vì: 904 TCN-855 TCN), tên thật là Quy Ngữ Nhung (媯圉戎), là vị vua thứ năm của nước Trần – chư hầu nhà Chu trong lịch sử Trung Quốc.
Trần Thận công là con của Trần Hiếu công – vua thứ 4 nước Trần. Năm 905 TCN, Hiếu công mất, Quy Ngữ Nhung lên nối ngôi, tức là Trần Thận công.
Sử sách không ghi chép sự kiện xảy ra liên quan tới nước Trần trong thời gian ông làm vua.
Năm 855 TCN, Trần Thận công qua đời. Ông ở ngôi được 50 năm. Con ông là Quy Ninh lên nối ngôi, tức là Trần U công.